# Glory of the Roman Empire
Glory of the Roman Empire est un jeu vidéo de type city-builder sorti en 2006 sur Windows. Le jeu a été développé par Haemimont Games, édité par cdv Software Entertainment et distribué par Focus Home Interactive. Il est également distribué sous le titre Imperium: Civitas et a pour suite à Imperium: Civitas II (Imperium Romanum).

## Synopsis
Glory of The Roman Empire est un jeu de gestion de ville entièrement en 3D se déroulant à l'époque où Rome vivait son apogée économique et culturel.